# Hussain al-Hizam
Pour les articles homonymes, voir Hizam.
Hussain Assem al-Hizam (né le 4 janvier 1998 à Al-Jubayl), est un athlète saoudien, spécialiste du saut à la perche.

## Carrière
Hussain Assem al-Hizam commence le sport à l'âge de huit ans, jonglant d'un sport à un autre. Il commence l'athlétisme et remporte des titres nationaux jeunes sur les haies et le saut en longueur, mais décide se concentrer au saut à la perche en 2012, après avoir battu le record du monde des moins de 14 ans avec 4,95 m, le 7 juillet à Bottrop (Allemagne).
Fils d'Asim Al-Hizam, un ancien décathlonien et désormais entraîneur de la discipline, il concourt dès son jeune âge en Europe. Auteur de 5,16 m le 20 juillet 2013, à tout juste 15 ans, il est sélectionné pour les Jeux asiatiques de la jeunesse à Nankin et remporte la médaille d'or avec un saut à 4,70 m. Aux championnats panarabes de Doha, il décroche l'argent avec 4,90 m.
En 2014, il bat le record d'Arabie saoudite de la discipline avec 5,32 m. Favori pour des titres jeunes, il ne termine que 4e des championnats d'Asie juniors (4,85 m) et des Jeux olympiques de la jeunesse (4,85 m également) et des Jeux asiatiques (4,95 m). Peu après les Jeux, Hussain Al-Hizam se blesse lourdement lors d'un entrainement et doit ainsi se rééduquer pendant une année, ce qui lui permet de ne réaliser que 5,08 m lors de la saison 2015. Tout de même sélectionné pour les championnats du monde cadets à Cali, il atteint la finale mais ne franchit aucune barre lors de celle-ci.
Vivant aux États-Unis, à Los Angeles, il décide d'intégrer en 2016 l'Université du Kansas. En février 2017, il porte le record national en salle à 5,46 m. En plein air, il remporte les Jeux de la solidarité islamique à Bakou, le 16 mai, avec un nouveau record d'Arabie Saoudite à 5,55 m. Il termine 7e des championnats d'Asie de Bhubaneswar avec 5,20 m.
Le 9 mars 2018, il remporte à College Station les championnats NCAA en salle avec une barre à 5,70 m, améliorant son propre record national en salle,.

## Palmarès
| Date | Compétition                     | Lieu              | Résultat | Marque |
| ---- | ------------------------------- | ----------------- | -------- | ------ |
| 2013 | Championnats panarabes          | Doha              | 2e       | 4,90 m |
| 2013 | Jeux asiatiques de la jeunesse  | Nankin            | 1er      | 4,70 m |
| 2014 | Championnats d'Asie juniors     | Taipei            | 4e       | 4,85 m |
| 2014 | Jeux olympiques de la jeunesse  | Nankin            | 4e       | 4,85 m |
| 2014 | Jeux asiatiques                 | Incheon           | 9e       | 4,95 m |
| 2015 | Championnats du monde cadets    | Cali              | finale   | NM     |
| 2016 | Championnats d'Asie juniors     | Hô-Chi-Minh-Ville | 5e       | 5,00 m |
| 2017 | Jeux de la solidarité islamique | Bakou             | 1er      | 5,55 m |
| 2017 | Championnats d'Asie             | Bhubaneswar       | 7e       | 5,20 m |
| 2018 | Jeux asiatiques                 | Jakarta           | 5e       | 5,40 m |
| 2021 | Championnats panarabes          | Radès             | 1er      | 5,55 m |
| 2023 | Championnats d'Asie en salle    | Astana            | 1er      | 5,45 m |
| 2023 | Championnats d'Asie             | Bangkok           | 2e       | 5,56 m |
| 2023 | Jeux asiatiques                 | Hangzhou          | 3e       | 5,65 m |

## Records
| Épreuve          | Épreuve   | Marque      | Lieu            | Date         |
| ---------------- | --------- | ----------- | --------------- | ------------ |
| Saut à la perche | Plein air | 5,70 m (NR) | Austin          | 26 mars 2021 |
| Saut à la perche | En salle  | 5,70 m (NR) | College Station | 9 mars 2018  |